# La Foye-Monjault
La Foye-Monjault település Franciaországban, Deux-Sèvres megyében. Lakosainak száma 839 fő (2022. január 1.). La Foye-Monjault Beauvoir-sur-Niort, Granzay-Gript, La Rochénard, Vallans, Val-du-Mignon és Plaine-d’Argenson községekkel határos.

## Népesség
A település népességének változása:
| Lakosok száma | 789  | 822  | 844  | 846  | 847  | 850  | 847  | 843  | 839  |
|               | 2013 | 2015 | 2016 | 2017 | 2018 | 2019 | 2020 | 2021 | 2022 |